# Dibamus celebensis
Dibamus celebensis là một loài thằn lằn trong họ Dibamidae. Loài này được Schlegel mô tả khoa học đầu tiên năm 1858.